# Fidchell

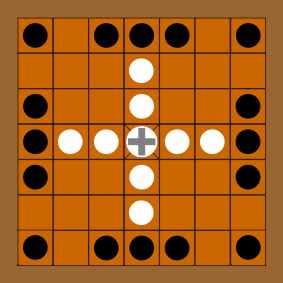
Modernes Spielbrett von François Haffner (Tilsit Éditions)

Fidchell (altirisch [ˈfɪðʲçɛlː], auch fidhcheall, fidceall, fitchneal oder fithchill, neuirisch ficheall, walisisch gwyddbwyll ['gwiðbuiɬ]), Bedeutung in beiden Sprachen „Holz-Verstand“ (gwydd bzw. fid = „Holz“, pwyll bzw. cíall = „Verstand“), war ein keltisches Brettspiel dessen genaue Regeln unbekannt sind, eine Ähnlichkeit zum Schachspiel wird angenommen. Es diente oft zur Bewältigung kriegerischer Konflikte in Form einer Ersatzhandlung. Die genaue Beherrschung des Spieles gehörte zu den 34 unerlässlichen Kenntnissen eines jungen Adeligen.
Ein vermutlich ganz ähnliches Spiel ist das nordische Hnefatafl oder Königszabel.

## Spielbrett und Spielfiguren
Nach einer Beschreibung hatten die Spielsteine unten einen kleinen Zapfen, der in entsprechende Löcher im Brett gesteckt werden konnte, ähnlich unserem heutigen Reiseschachspiel.
Im National Museum of Ireland (Dublin) wird ein derartiges Spielbrett für Fidchell aufbewahrt. Es ist aus Holz, hat an zwei gegenüberliegenden Seiten je einen als stilisierten Menschenkopf gestalteten Handgriff und einen mit verschiedenen Schnitzmustern versehenen Rand. Die „Felder“ sind durch 7x7 Löcher markiert, das Mittelfeld ist durch einen Doppelkreis, jedes Eckfeld durch einen Viertelkreis gekennzeichnet.

## Mythologie
Fidchell wird in irischen Sagen (z. B. im Táin Bó Cuailnge, „Der Rinderaub von Cooley“) häufig von den mythischen Königen und Helden gespielt. König Conchobar mac Nessa von Ulster war durch geis (Tabu) verpflichtet, ein Drittel des Tages beim fidchell zuzubringen.
In der walisischen Satire Breuddwyd Rhonabwy („Rhonabwys Traum“). spielt gwyddbwyll eine wichtige Rolle im Streit zwischen König Arthur und Owein fab Urien. 
Arthur ließ sich auf dem Mantel nieder, und Owein, der Sohn des Uryen, stand ihm gegenüber. „Owein, willst du Gwyddbwyll spielen?“, fragte Arthur. „Ja, Herr“, sagte Owein. Der rothaarige Bursche brachte Arthur und Owein das Gwyddbwyllspiel – goldene Figuren auf einem silbernen Brett – und sie begannen zu spielen.
Auch in Breuddwyd Macsen („Macsens Traum“) wird es mit einem silbernen Brett und goldenen Figuren gespielt. In Peredur fab Efrawg („Peredur, Efrawgs Sohn“) sind die Figuren in einem menschenleeren Saal lebendig geworden und spielen gegeneinander (siehe Lebendschach).
Und Peredur gelangte zur Burg [der Wunder] und das Burgtor war offen. Und als er zum Saal kam, war auch dessen Tür geöffnet. Und wie er eintrat, sah er ein Gwyddbwyllspiel in der Halle, und jede der beiden Parteien spielte gegen die andere. Und die Partei, die er unterstützt hätte, verlor und die andere stieß einen Freudenschrei aus, als wären es wirkliche Männer. Darüber ward er zornig, raffte die Steine in seinem Schoß und warf das Spielbrett in den See.